# Vilhelm Aubert
Johan Vilhelm Aubert, född den 7 juni 1922 i Kristiania, död där den 19 juli 1988, var en norsk sociolog, sonsons son till Benoni Aubert, bror till Karl Egil Aubert. Han var mycket central för utvecklingen av norsk sociologi från 1950-talet.
Aubert blev cand.jur. (jur.kand.) 1946. Därefter studerade han sociologi vid Columbia University i New York och var efter hemkomsten universitetsstipendiat i rättssociologi i Oslo 1948–53. Han blev dr.philos. 1954 på avhandlingen Om straffens sosiale funksjon. Samma år blev han utnämnd till docent i rättssociologi vid juridiska fakulteten och 1963 till professor. Från 1971 till sin död var han professor vid Institutt for sosiologi vid samhällsvetenskapliga fakulteten.